# Huntsbury
Huntsbury est une banlieue de la cité de Christchurch, située dans la région de Canterbury dans l’île du Sud de la Nouvelle-Zélande.

## Situation
La banlieue siège sur la limite de la ville de Port Hills à 3 kilomètres au sud du centre de la cité de Christchurch.
Huntsbury fut amalgamée dans le conseil de la cité de Christchurch City (en) le1er avril 1941, le même jour où le borough de la banlieue de New Brighton a aussi rejoint le conseil de la cité.

## Histoire

### Le Sanatorium de Cashmere
Le flanc des collines de Huntsbury était à l’origine le site du complexe du sanatorium de Cashmere, un hôpital dédié à la tuberculose, qui avait ouvert en 1914.
À cette époque, le traitement et les meilleures pratiques pour lutter contre la tuberculose consistaient dans la vie au grand air, si bien que de nombreux patients dans ce complexe vivaient dans des "huts", des maisons en bois d’environ 9 mètres carrés avec des portes et des fenêtres ouvertes en permanence, même en hiver.
Après l’arrivée des antibiotiques, qui ont largement éliminé la tuberculose, ces "huts" furent éliminées à partir de 1950, mais certaines ont été restaurées par le conseil de la cité de Christchurch (en)] et à la fin se trouvèrent à l’extrémité de la route privée de Kimbolton Lane.
D’autres baraquements furent construits par le service du retour des soldats comme abris  provisoires servant de domicile temporaire pour les engagés en attendant qu’ils gagnent de l’argent pour leur permettre de construire un domicile permanent.
Ces personnes furent connues sous le nom de "hutters" ou "hutties" et furent le sujet de récriminations de la part des autres résidents 

### Développement résidentiel
Les premières sections furent vendues pour y construire des maisons s’étendant sur les collines de Huntsbury en janvier 1920.
Un réservoir d’eau d’une capacité de 35 000 m3 fut construit en 1952 .
Faisant suite au départ du dernier patient atteint de tuberculose en 1960, le complexe du sanatorium devint le site de l’«hôpital du Couronnement», avant de fermer lui aussi en 1991.
La compagnie de construction : Fulton Hogan a démoli le dernier élément du complexe pour laisser le chemin pour le lotissement de Broad Oaks .

### AuXXIesiècle
Vers 2011, le réservoir d’eau de Huntsbury était la principale structure de stockage de l’eau potable pour le secteur de Christchurch .
Durant le séisme de 2011 à Christchurch  une zone de fracture par cisaillement, inconnue jusque là, située sous l’installation, apparut et le réservoir fut rompu.
Le bassin fut fracassé et l’eau drainée dans les fissures de la colline craquelée, alors que les pompes de la station étaient largement endommagées 
À la suite du tremblement de terre, l’installation d’une nouvelle station de pompage fut décidée et le réservoir fut remplacé par 2 structures disposées de chaque côté de la zone de cisaillement  conçues pour pouvoir se déplacer de façon indépendante en cas de nouveau tremblement de terre 
Le séisme de 2011 eut aussi un effet marqué sur les maisons de cette banlieue.
En 2020, un certain nombre de maisons avaient été réparées mais de nombreux emplacements restaient vides après les démolitions, ou gardent des murs brisés .

## Caractéristiques de la banlieue
Le centre de la communauté de Huntsbury avait été financé par une levée de fonds au début des années 1970 et ouvert en 1975. Le centre est situé de l’autre côté de la rue par rapport au réservoir 
Huntsbury abrite une des 4 fontaines dispersées dans la cité de Christchurch.
La fontaine de la banlieue de Huntsbury est située au sommet de la place des Conifères.